# Domenico Casella
Domenico Casella (Cosenza, 10 maggio 1898 – Portici, 30 giugno 1978) è stato un agronomo italiano.

## Biografia
Nasce a Cosenza il 10 maggio 1898 da Luigi Alfonso e Raffaella Martucci. Terminati gli studi superiori si iscrive alla Scuola superiore di agricoltura di Portici (NA) dove si laurea, con pieno merito, nel 1920. Rimasto a Portici e attratto dalla carriera universitaria ne percorre i primi gradini con la nomina di assistente della cattedra di arboricoltura (1920), di aiuto (1923) e di libero docente in coltivazioni legnose (1926). Nei primi anni Trenta si trasferisce in Sicilia come nuovo direttore della Stazione Sperimentale di Frutticoltura e Agrumicoltura di Acireale. Rientra a Portici nel 1935 in qualità di vincitore di concorso a professore di ruolo in coltivazioni arboree dove assume anche l'incarico di direttore dell'omonimo istituto presso la nuova Facoltà di Agraria dell'Università di Napoli. In questi anni si fa notare per l'interesse rivolto alla frutticoltura e agrumicoltura che si esplica in una varietà di studi che spaziano dalla biologia alla climatologia, alla produzione e commercio della frutta. Eletto Preside della Facoltà di Agraria per il triennio 1943-1946 si trova a dover affrontare le difficoltà e le devastazioni portate dalle truppe tedesche prima e degli alleati poi alla Reggia di Portici, sede della Facoltà. Nel dopoguerra, oltre a prodigarsi per il restauro dei danni subiti per le vicende belliche, continua la sua attività scientifica occupandosi di problematiche legate alla biologia arborea, alla pomologia, alle tecniche colturali e alla valorizzazione di prodotti tipici, come quelli dell'area vesuviana. Incuriosito poi dalle rappresentazioni di frutta e dalle nature morte degli affreschi di Pompei, Ercolano ed Oplonti, contribuisce in modo sostanziale all'identificazione di numerose specie coltivate già nell'antichità. Nel biennio 1964-1965, in qualità di direttore dell’Istituto di Coltivazione Arboree, si distingue per aver fatto decorare a scopo didattico un'intera sala della Reggia borbonica con  tavole pittoriche raffiguranti il patrimonio frutticolo della Campania. Muore a Portici il 30 giugno 1978

## Opere
- La eterofillia nella ceratonia siliqua, Annali del R. Istituto Sup. di Agricoltura in Portici, s. 3., v. 1., 1925
- La moltiplicazione della Vitis Berlandieri, Annali di tecnica agraria, 1, 1930
- Orientamento della produzione agrumaria, Annali della R. Stazione Sperimentale di Frutticoltura e di Agrumicoltura, 1, 1933
- La propagazione dell'olivo nell'Italia Meridionale, Annali della R. Stazione Sperimentale di Frutticoltura e di Agrumicoltura, 1, 1934
- L' agrumicoltura siciliana, Annali della R. Stazione Sperimentale di Frutticoltura e di Agrumicoltura, 2, 1935
- Le clementine, Annali della R. Stazione Sperimentale di Frutticoltura e di Agrumicoltura, 2, 1935
- La concimazione degli agrumi in Italia, Annali Facoltà Agraria Università di Napoli,8,1937
- La produzione orto-frutticola italiana, Edizioni IRCE, 1941
- A proposito di raffigurazioni di ananas, mango e annona squamosa in dipinti pompeiani, in Rivista di ortoflorofrutticoltura italiana, vol. 40, n. 3/4, 1956,  pp. 117-133, JSTOR 42873293.
- Osservazioni e considerazioni sulla frutticoltura della provincia di Cagliari, Tip. Società Editoriale Italiana, 1956
- Per il miglioramento e l'incremento del nocciuolo in Italia, Annali della Facoltà di agraria della Università degli studi di Napoli, 23, 1957
- Considerazioni e indirizzi sulla concimazione del nocciuolo, Jannone, 1966